# 舊菲爾德 (紐約州)
舊菲爾德（英語：Old Field）是位於美國紐約州薩福克縣的村。

## 人口
根據2020年美國人口普查的數據，舊菲爾德的面積為5.67平方千米，當中陸地面積為5.36平方千米，而水域面積為0.01平方千米。當地共有人口893人，而人口密度為每平方千米157人。